# Tswana (peuple)
Cet article concerne le peuple tswana. Pour la langue tswana (ou setswana), voir tswana.
- 0–20 %
- 20–40 %
- 40–60 %
- 60–80 %
- 80–100 %

Les Tswana sont une population bantoue d'Afrique australe, vivant principalement en Afrique du Sud, au Botswana – qui leur doit son nom et où ils sont largement majoritaires – ainsi qu'en Namibie. Ils constituent le rameau occidental des Sotho . Leur nombre total était estimé à plus de 3 millions de personnes en 1996.
Ils vivent d'agriculture et surtout d'élevage. D'importantes communautés sont établies autour des points d'eau en bordure du désert du Kalahari.
Les Tswana sont subdivisés en de nombreux sous-groupes dont les plus importants sont les suivants : Bahurutshe, Bakaa, Bakgatla, Bakwena, Bamelete, Bangwaketse, Bangwato, Barolong, Barolong Sekela, Barolong Tshidi, Batawana, Batlhaping, Batlharo et Batlokwa.

## Ethnonymie
Selon les sources et le contexte, on observe différentes formes : Abetswana, Batswana, Bechuana, Beetjuan, Brina, Briqua, Cauna, Chuana, Chwana, Coana, Cuana, Sotho de l’Ouest, Sotho occidentaux, Tawana, Tchwana, Tshwana, Tswanas.

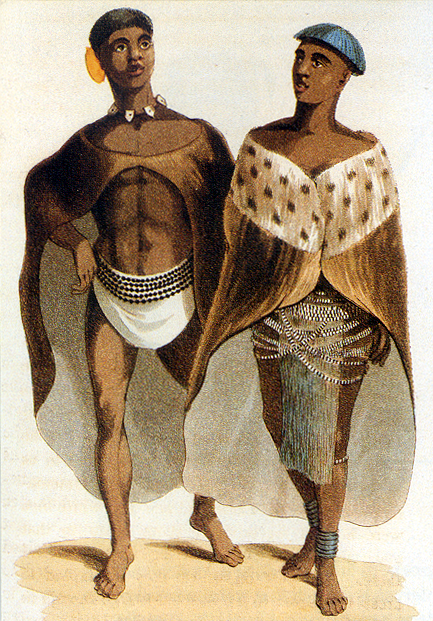
Représentation d'un couple de Tswana au début du XIX

En langue locale Motswana est le singulier de BaTswana.

## Histoire
Il y a environ un millier d'années les ancêtres des Tswana vivaient en grand nombre dans le sud-ouest du Transvaal.
Vers l'an 1600 les Tswana s'installent au Botswana et au Bophuthatswana (en Afrique du Sud) où ils établissent de puissantes chefferies, fortement hiérarchisées.
Des missionnaires chrétiens abordent ces populations dans les années 1820 et le christianisme s'y propage.
Au XIXe siècle, installées entre le Transvaal et le désert du Kalahari, les tribus Tswana subissent les assauts de Shaka, le fondateur de l'empire zoulou. Ils sont en outre décimés par les grandes famines de 1822 et 1837. Cette année-là ils tombent sous la coupe des États Boers.
En raison de leurs conditions de vie difficiles, beaucoup de Tswana ont été contraints à l'émigration.

## Langue
Ils parlent une langue bantoue, le tswana (ou setswana).

## Société

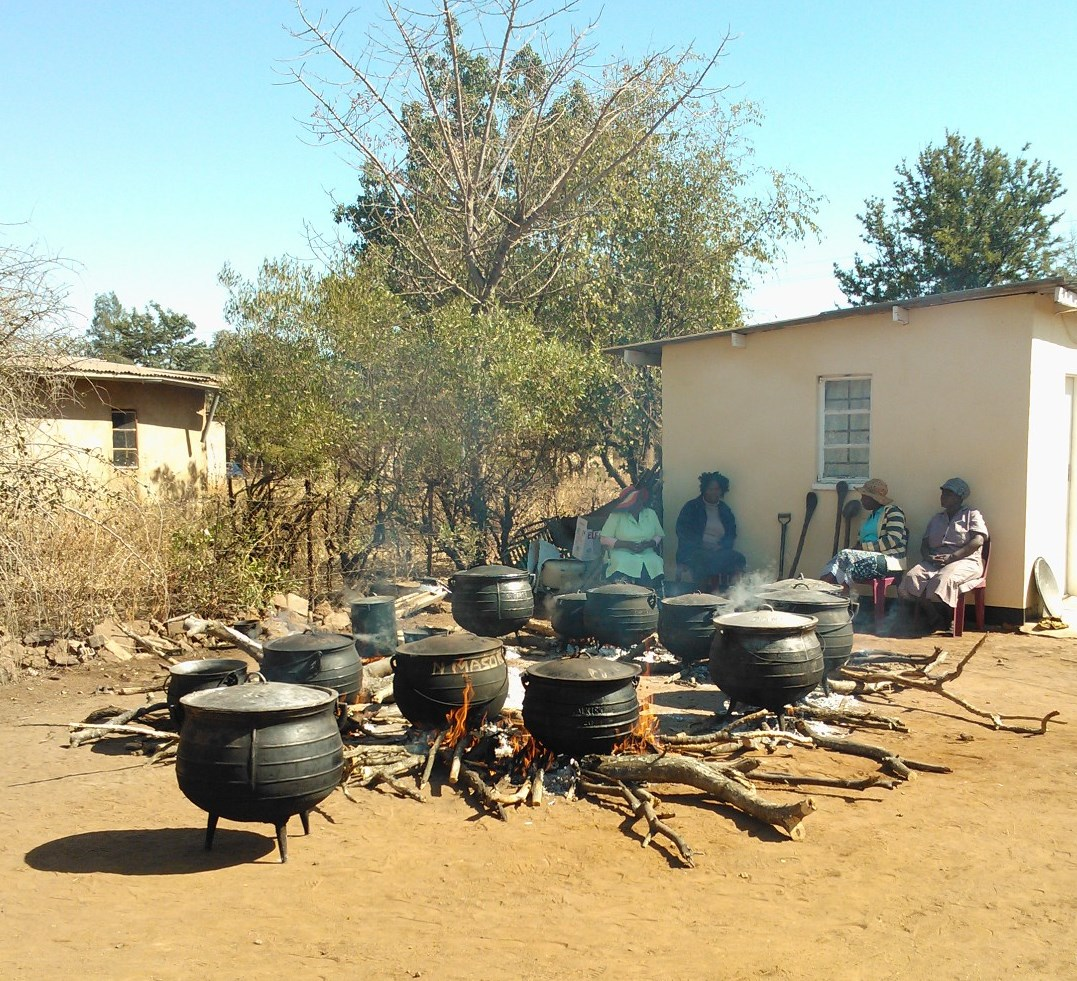
Chaudrons tripodes utilisés chez les Twanas

La société tswana traditionnelle est une société de classes. Elle connaît une division du travail stricte, les hommes se consacrant à l'élevage et à la chasse, les femmes aux travaux agricoles et domestiques.
Les croyances traditionnelles et le culte des ancêtres coexistent avec le christianisme. En particulier le badimo – une sorte de divinité – faisait partie intégrante de la vie quotidienne dans la société précoloniale et toutes les activités sociales prenaient grand soin de ne pas offenser les dieux. La polygamie y était autorisée. Sous l'influence du christianisme et des autorités coloniales, ces croyances ont évolué, mais certaines pratiques subsistent.

## Ethnographie
Le missionnaire congrégationaliste écossais Robert Moffat vécut parmi les Tswana pendant de longues années, entre 1820 et 1870, et communiqua le fruit de ses observations à la Société londonienne de géographie.
L'anthropologue britannique Isaac Schapera (1905-2003) leur consacra de nombreux travaux.

## Personnalités d'origine tswana
- Gagoangwe, reine et reine-mère du BaNgwaketse.
- Ntebogang Ratshosa, régente des BaNgwaketse
- Khama III, roi du peuple Bamangwato
- James Moroka (1891-1985), médecin et homme politique sud-africain
- Tshepo Motsepe, deuxième dame de l'Afrique du Sud
- Seretse Khama, premier président du Botswana
- Seretse Ian Khama, président du Botswana, fils du précédent

### Discographie
- (en) Music of the Tswana people, ARC Music, East Grinstead, West Sussex ; Clearwater, 2000